# Olena Khlopotnova
Olena Khlopotnova (née le 4 août 1963) est une athlète ukrainienne spécialisée en saut en longueur. Elle est née sous le nom de Stetsura, et porte le nom de Kokonova lors de son premier mariage.
Elle concourt jusqu'en 1991 sous les couleurs de l'Union soviétique.

## Palmarès
- Championnats d'Europe d'athlétisme en salle de 1986 à Madrid :
  -  Médaille de bronze en saut en longueur
- Championnats d'Europe d'athlétisme en salle de 1990 à Glasgow :
  -  Médaille d'argent en saut en longueur